# Parque Estadual do Cantão

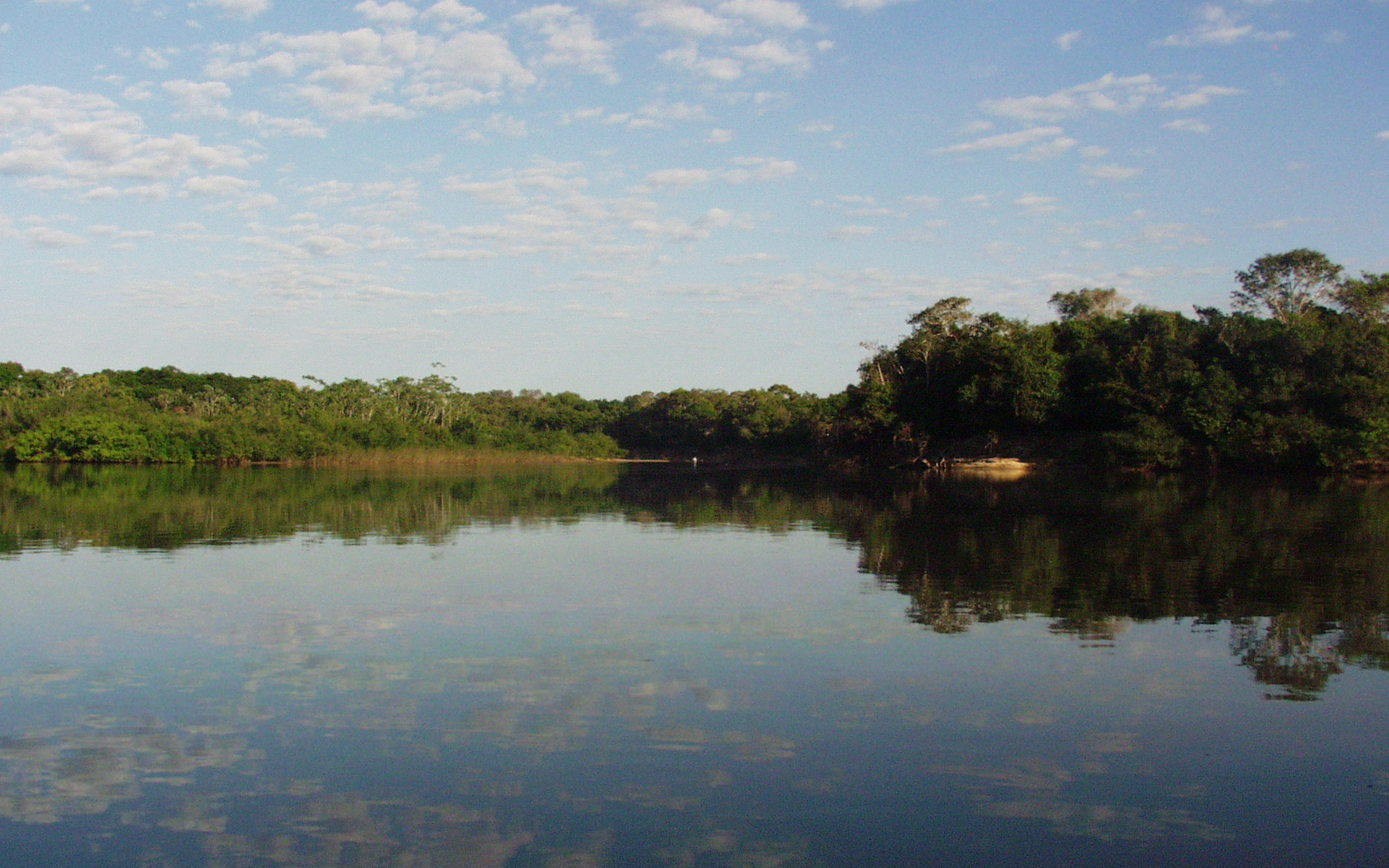
O Lago Grande, no interior do Parque Estadual do Cantão

O Parque Estadual do Cantão é uma unidade de conservação de proteção integral que faz parte do Sistema Estadual de Unidades de Conservação (SEUC) do governo do estado do Tocantins. Tem uma área definida de aproximadamente 90 mil hectares, abrangendo os municípios de Caseara e Pium. Tem como coordenadas geográficas S10º26’33” de latitude, W49º10’56” de longitude, e 249 m de altitude.
O Parque Estadual do Cantão protege o ecossistema do Cantão, nome dado ao delta que forma o rio Javaés, ou braço menor do rio Araguaia, onde desemboca no braço maior após ter formado a Ilha do Bananal, a maior ilha fluvial do mundo.  Quase toda a área do parque é inundada pelas cheias anuais do sistema Araguaia-Javaés.  Por ser o delta do Javaés, são principalmente as águas deste rio, mais negras e distróficas do que as do braço maior do Araguaia, que fluem sobre o Cantão.  Por isso suas florestas inundáveis e seus lagos são típicos dos igapós amazônicos.     
É uma região de elevado interesse científico, tecnológico, econômico e social.

## Importância ecológica
Devido à sua localização geográfica e topografia, o ecossistema do Cantão combina diversas características que contribuem para sua biodiversidade e produtividade excepcionais:
- O Cantão localiza-se precisamente no ecótono entre os biomas do cerrado e da floresta amazônica.  Trata-se de um ecótono particularmente bem definido, com a geomorfologia, solos, e conjunto de espécies de animais e plantas de um lado do delta do Javaés é típica do Cerrado, e do outro lado, no Estado do Pará, típica da Amazônia.  No Cantão espécies dos dois biomas coexistem, elevando a riqueza local de espécies.Ariranha

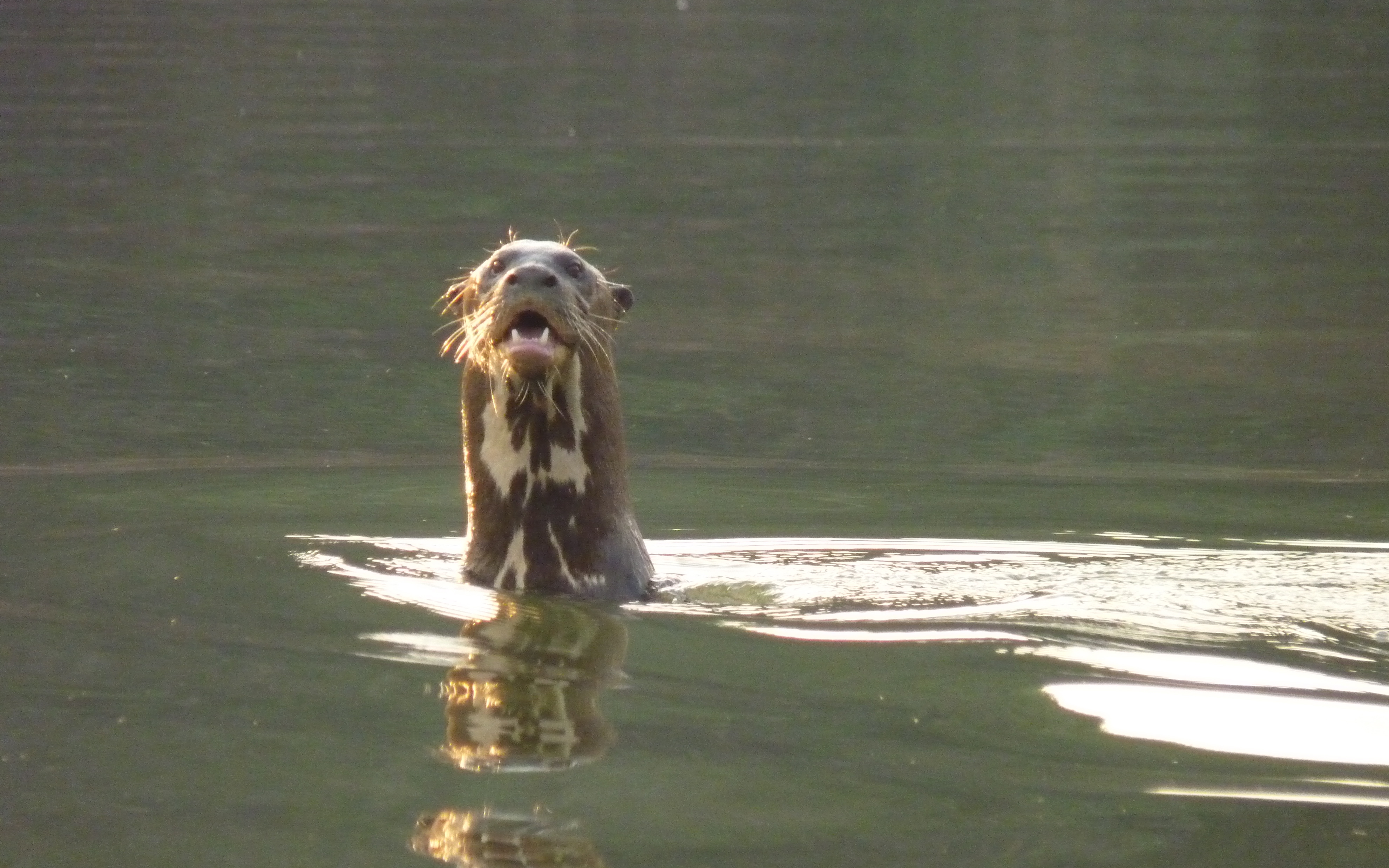
Ariranha

- Está situado no meio do corredor migratório do Araguaia, que conecta o pantanal matogrossense com a bacia amazônica.  Aves aquáticas em grandes números passam por esse corredor anualmente, migrando entre áreas de alimentação e reprodução.
- O Cantão contém 900 dos aproximadamente 1100 lagos de porte significativo de todo o médio Araguaia.  Grande parte dos peixes da região se alimentam e se reproduzem nos lagos que ficam isolados durante a seca.  Esses lagos também são o habitat preferencial de ariranhas, jacarés-açu, e outras espécies.
- O Cantão contém também a maior floresta inundável, e de fato a maior área florestal remanescente de toda a bacia do Araguaia.  São quase cem mil hectares de igapós contínuos, comparados com trinta mil hectares do segundo maior remanescente florestal da região, a Mata do Mamão na Ilha do Bananal.  Durante as cheias anuais do Araguaia-Javaés, os igapós que são a forma de vegetação predominante no Cantão são inundados por águas que variam de seis a oito metros de profundidade.  Isso cria um habitat extremamente produtivo para peixes e outras formas de vida aquática, pois as árvores da floresta inundada fornecem não apenas esconderijos e substrato, mas também alimentação abundante na forme dos frutos e insetos que constantemente caem na água.

## Comunidades naturais
Cinco comunidades naturais distintas compõe o ecossistema do Cantão.  Cada uma tem características próprias e um conjunto de espécies de flora e fauna típico.  Muitas espécies do parque só ocorrem em uma ou duas comunidades naturais, enquanto outras utilizam quatro ou cinco.

### Igapó
Os igapós são florestas que são anualmente inundadas pela cheia do Javaés, quando a maior parte de seu delta fica submersa.  A enchente começa a inundar os igapós mais baixos do Cantão em dezembro.  Em março, normalmente o pico das enchentes, a água nos igapós tem profundidade entre cinco e oito metros, e corre com velocidade de dois a cinco km/h.  Somente árvores adaptadas a essas condições extremas sobrevivem neste ambiente.  A correnteza faz com que o sub-bosque seja excepcionalmente limpo para uma floresta tropical.  Muitas das espécies de árvore dos igapós florescem e frutificam nesta estação.  Seus frutos caem na água e são engolidos por peixes de muitas espécies, que dispersam as sementes.
As espécies de árvore de grande porte mais típicas dos igapós do Cantão são os landis e as piranheiras.  Ambas frequentemente ultrapassam os vinte metros de altura, e ambas tem seus frutos dispersados por peixes.  A piranheira tem esse nome por causa de uma segunda contribuição que faz ao ecossistema aquático: em fevereiro, suas folhas caem, e as folhas novas que brotam atraem grandes quantidades de lagartas.  As lagartas caem na água quando o vento balança as copadas, atraindo cardumes de piranhas e outros peixes.
A avifauna dos igapós do Cantão é rica e variada, com algumas espécies especializadas nesse habitat.  Uma das mais comuns é o solta-asa, que somente faz seu ninho durante as enchentes, no alto de arvoredos isolados no sub-bosque, apenas um metro ou dois acima da água.  Escolhe esses locais para colocar seus ovos a salvo dos predadores abundantes do igapó, que incluem bandos de quatis e macacos-prego.

### Floresta estacional semidecidual
Localmente chamada de "mata de turrão", a floresta estacional semidecidual cresce nos terrenos mais altos do interior do parque, onde as águas só chegam em anos de cheias excepcionais.  Essas matas são mais baixas que as florestas de igapó, e seu sub-bosque é mais denso e emaranhado.  Esta comunidade natural também tem alta diversidade florística, incluindo epífitas abundantes, como bromélias e orquídeas.  Muitas das plantas desta comunidade são típicas dos cerrados vizinhos ao parque.
Durante as secas, quando é comum que se passem 90 ou mais dias sem chuva, muitas das árvores da floresta estacional perdem suas folhas.  Durante esta estação há um alto risco de incêndios, sejam naturais ou provocados pelo homem.  Os incêndios naturais provocados por raios são comuns, mas tendem a se extinguir rapidamente por serem quase sempre seguidos de chuva.  Já os provocados pelo homem muitas vezes começam sob o sol escaldante e se alastram, devastando grandes áreas.  Isso é frequente na Ilha do Bananal, mas felizmente muito raro no Cantão, já que a maior parte da área é desabitada e o patrulhamento pelos órgãos de fiscalização na época de risco de fogo é bastante intenso.  
Durante as enchentes anuais, as matas de turrão são os únicos locais onde há terra firme no interior do parque.  Transformam-se portanto nas únicas áreas de alimentação para aves que só comem no chão, como a jaó, o mutum-de-penacho, e as diversas espécies de pombas selvagens que ocorrem no Cantão.  Muitas espécies de mamíferos que não sobem em árvores ou sobrevivem em ambientes alagados também se concentram nas florestas estacionais, que assim se transformam em áreas de caça para os dois maiores predadores terrestres do parque: a onça-pintada e a suçuarana ou onça vermelha.

### Varjão

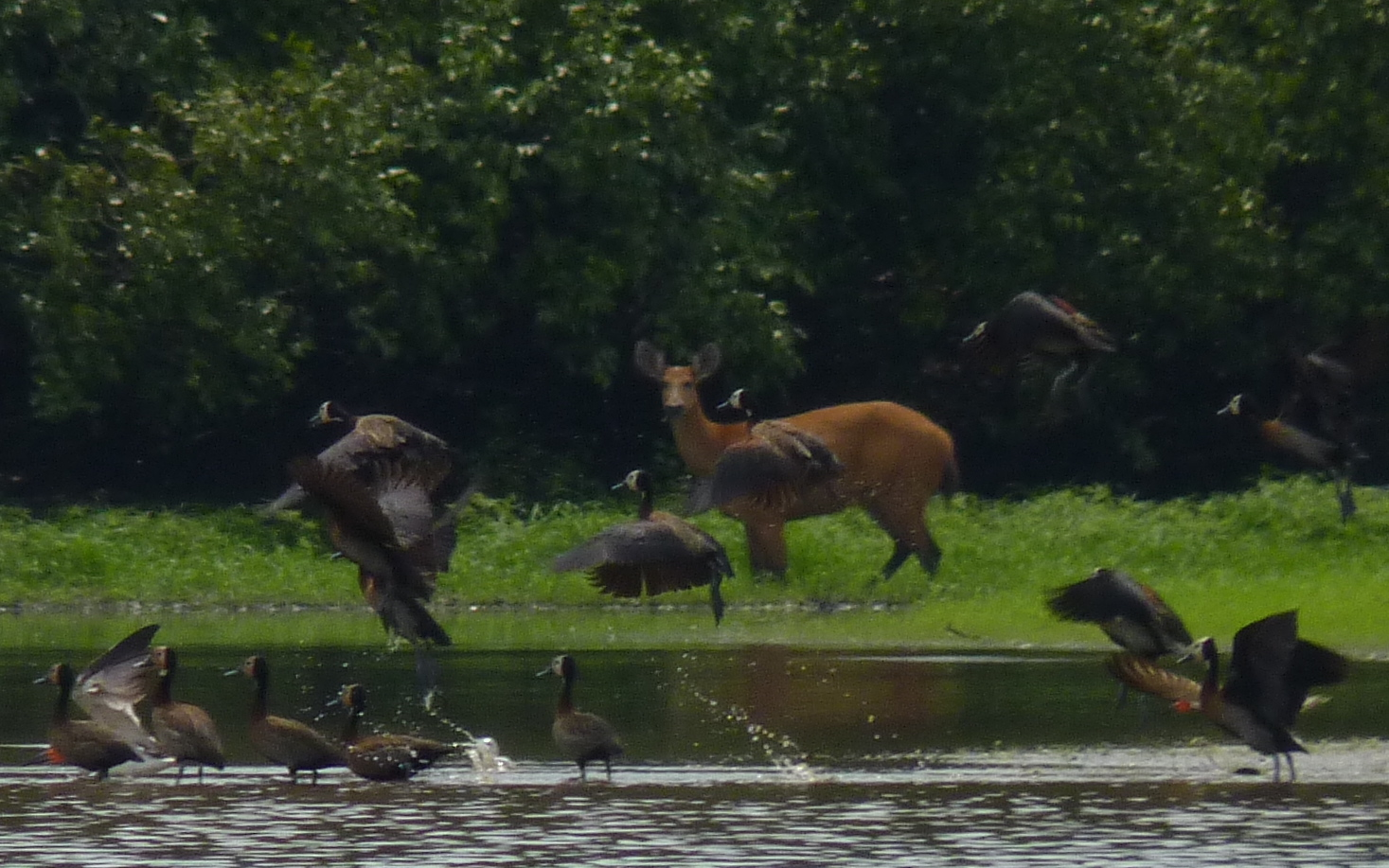
Um cervo-do-pantanal pastando num varjão em meio a um bando de irerês

Os varjões são áreas inundáveis, que na estação seca tem características de cerrado aberto, mas durante as cheias se transformam em pradarias de vegetação flutuante.  Essa comunidade ocorre no lado interno das curvas de rios e furos, nas extremidades de meandros abandonados, em canais antigos que estão fechando e em outros locais onde sedimentos depositados recentemente são inundados por água corrente durante as enchentes.
Os varjões do Cantão abrigam uma grande diversidade florística, e isso se torna evidente durante o pico das enchentes, quando cipós, arbustos e plantas flutuantes florescem, cobrindo grandes extensões com um mosaico de cores.  A maior parte dessas plantas produzem frutos que são consumidos pelos peixes.  Adicionalmente, as raízes da vegetação flutuante ficam suspensas na coluna d´água e capturam matéria orgânica trazida pela correnteza.  Isso ocorre perto da superfície, onde luz e oxigênio são muito mais abundantes do que no fundo do rio.  Como resultado, forma-se um ecossistema aquático muito produtivo.  Peixes de muitas espécies adentram pelos varjões para se alimentar, seguidos por predadores de peixe como as ariranhas e o gavião-belo.
Os varjões também são o principal habitat de reprodução para as abundantes ciganas do Cantão.  Seus ninhos são meras plataformas de gravetos, construídas nas copas de arvoredos e arbustos isolados pela água das florestas circundantes, inacessíveis para predadores terrestres ou arborícolas.  Outras espécies de ave também se adaptaram a nidificar nos varjões durante as enchentes, incluindo o bem-te-vi, que se adapta bem aos mais diversos ambientes, e o anu-coroca, que constrói grandes ninhos comunitários escondidos em densos emaranhados sobre a água.

### Ilhas e praias
O Parque Estadual do Cantão inclui 24 ilhas arenosas no Rio Araguaia, assim como um grande número de praias que se formam nas curvas de seus rios e furos sinuosos.  A areia dessas praias é um habitat importante para diversas espécies.  Talha-mares, gaivotas, tracajás, tartarugas e outras espécies fazem seus ninhos na areia, e nas praias mais selvagens do parque quase todos os locais adequados tem ninhos, as vezes em grandes números.  Os ovos atraem predadores como o caracará, a irará e até mesmo a onça-pintada, que preda ninhos e também tracajás e tartarugas adultas quando emergem nas praias para nidificar.

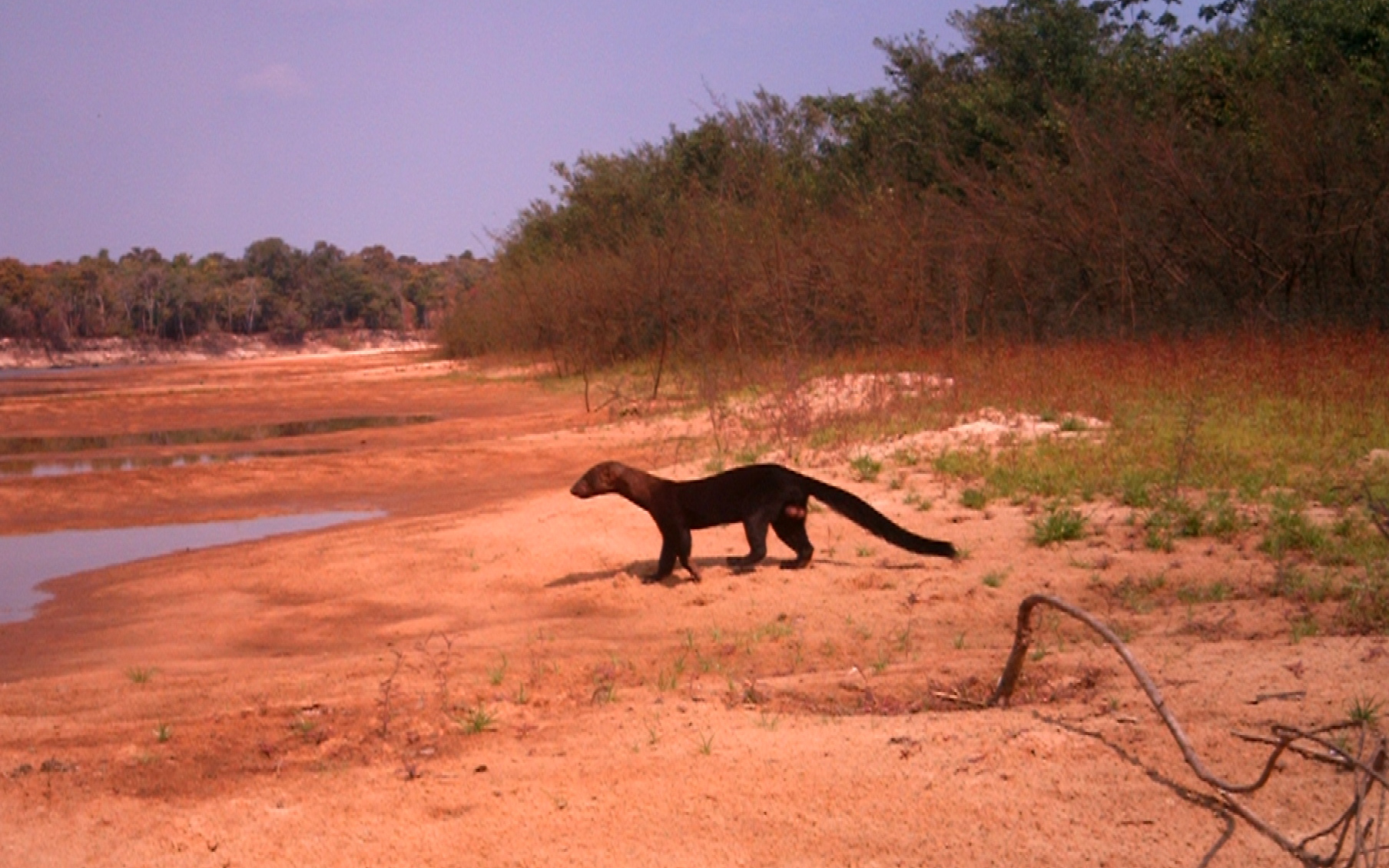
Uma irará macho emerge de um saranzal em busca de ninhos de aves e quelônios numa praia do Cantão

As praias arenosas e bancos de lodo associados também são o ambiente preferido para alimentação de aves aquáticas como o colhereiro, o tapicuru e várias espécies de patos selvagens.  Um dos residentes mais curiosos das ilhas e praias maiores é o anhuma, que é visto no parque em todas as estações do ano.  
A vegetação que cresce nesse ambiente arenoso e pobre em nutrientes atravessa diversos estágios sucessivos.  Inicialmente brotam gramíneas e vegetação herbácea, formando pastagens para mamíferos e patos na seca e para peixes herbívoros durante as enchentes.  Após alguns anos se desenvolvem arbustos de sarã (Sapium) e goiabinha (Psidium), formando grandes emaranhados de vegetação arbustiva chamados na região de saranzais.  Ambas espécies de arbusto frutificam durante as enchentes, e suas sementes são dispersadas por peixes, principalmente pacus.  Com o passar dos anos, as raízes vão se adensando, detritos trazidos pelas águas vão ficando presos e se acumulando, e a areia vai se transformando em solo, capaz de sustentar uma variedade maior de plantas.  Eventualmente forma-se uma copada de embaúbas sobre os arbustos.  As embaúbas dão frutos durante todo o ano, e os extensos embaubais do Cantão atraem um grande número de animais frugívoros, que defecam sementes de outras espécies de árvore trazidas da floresta circundante.  Ao longo das décadas, essas sementes vão germinando e crescendo, sombreando as embaúbas e convertendo o ambiente outrora aberto numa floresta de igapó.  Mas enquanto isso, a jusante, novos sedimentos vão sendo depositados, vegetação pioneira vai brotando sobre a areia, e todos os estágios sucessivos das ilhas e praias vão recomeçando.

### Águas interiores
As águas interiores do Cantão incluem lagos abertos, lagoas no interior da floresta e centenas de quilómetros de furos e canais que entrecortam o delta do Javaés.  Os lagos do Cantão são meandros abandonados  dos inúmeros canais e furos que o Rio Javaés formou em seu delta ao longo dos séculos.  Todos os lagos e furos do Cantão ficam interligados durante as cheias, quando as águas negras do Javaés crescem in inundam todo o delta.  Durante a seca, os lagos ficam isolados.

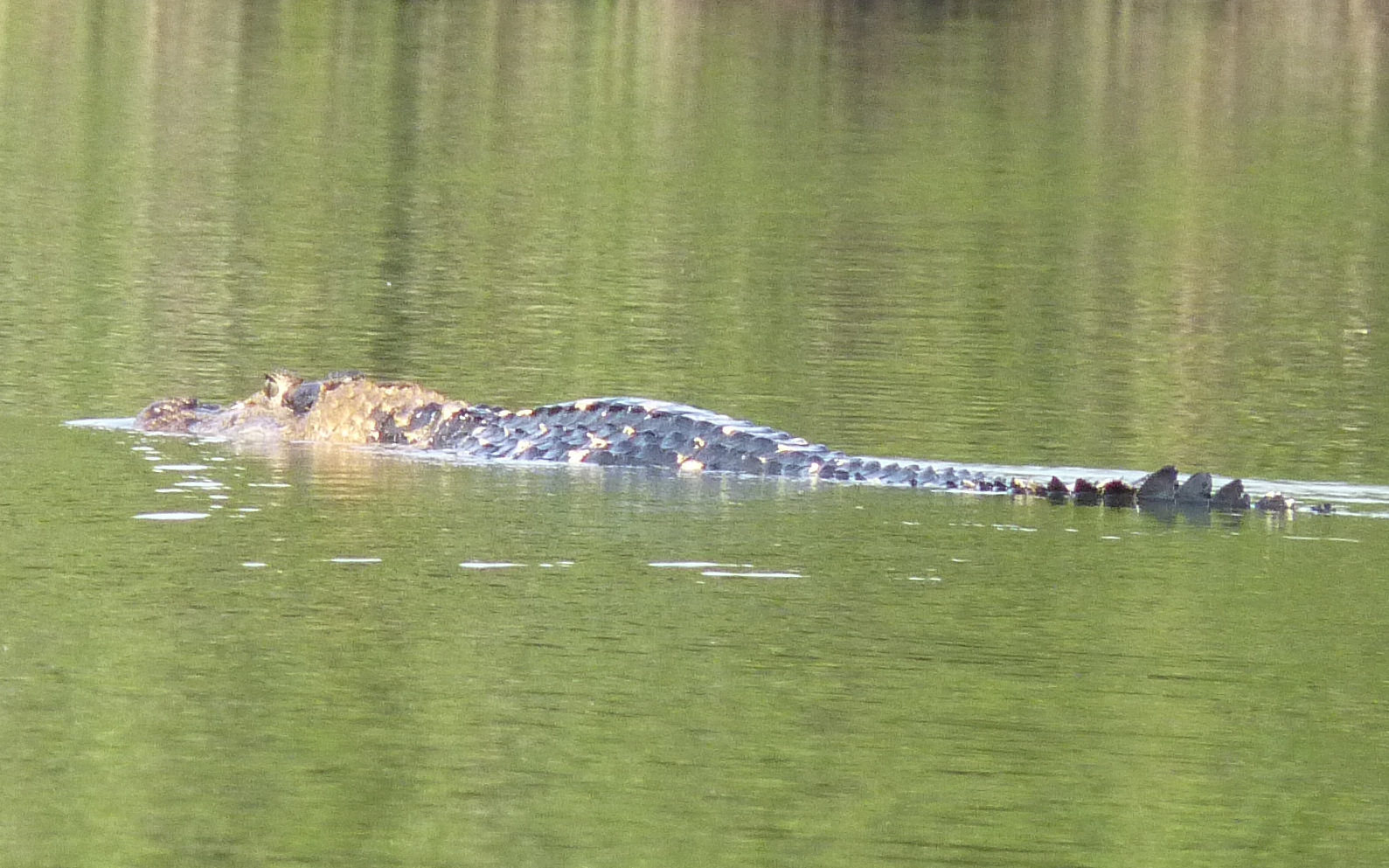
Um jacaré-açu de cinco metros de comprimento atravessando um lago no Cantão

Existem 843 lagos no interior do Parque Estadual do Cantão, e aproximadamente 900 no Cantão como um todo.  Todo o restante do médio Araguaia tem aproximadamente 200 lagos de meandro abandonado, ilustrando a importância desproporcional do Cantão para o ecossistema desse grande rio.  Os lagos de meandro abandonado são locais de reprodução para muitas espécies de peixe, e por concentrar 80% dos lagos da região o Cantão é conhecido como o "berçário do Araguaia".  O tucunaré é apenas um de muitos peixes prezados por pescadores esportivos que se reproduzem nas águas interiores do parque durante a seca.  Outra espécie que vive e se reproduz nos lagos é o pirarucu, o maior peixe de água doce do mundo, cuja população está em declínio em toda a Amazônia devido á pesca predatória.  Os lagos de difícil acesso do interior do Cantão são um dos últimos santuários dessa espécie.
Durante as enchentes, quase todas as espécies aquáticas do parque podem ser encontradas em suas águas interiores. Durante a seca, os peixes se concentram nos lagos isolados, fornecendo alimento em abundância para predadores como a ariranha, o boto, o pirarucu, o jacaré-açu e o jacaretinga.  Nas margens dos lagos pescam cinco espécies de martim-pescador e nove espécies de garça, além de especialistas como o pavãozinho-do-pará e o coró-coró. Mais longe da orla pescam biguás e biguatingas, mergulhando até o fundo atrás de suas presas.  Até a onça-pintada aproveita a abundância de peixes durante a seca, mergulhando nas lagoas mais rasas ou capturando peixes grandes quando estes passam pelos canais rasos que interligam poços mais fundos.